# شرکت دوچرخه‌سازی کنندیل
شرکت دوچرخه‌سازی کنندیل شاخهٔ آمریکایی صنایع دورل در کانادا است که در تولید دوچرخه فعالیت می‌کند. مقر آن در ویلتون است و کارخانه‌های ساخت و مونتاژ آن در چین و تایچونگ تایوان قرار دارند.

## تاریخچه
شرکت در سال ۱۹۷۰ توسط جو مونتگومری و مردوک مک‌گرگور برای تولید خانه‌های پیش‌ساختهٔ بتنی تأسیس شد. مدتی بعد رون دیویس از آزمایشگاه‌های سی‌بی‌اس وارد کنندیل شد. او ایده‌های برای تولید موتور احتراق داخلی با سوخت آمونیاک داشت. این مفهوم، در صورت اثبات، می‌توانست تأثیر زیادی روی تجهیزات جنگی بگذارد. دیویس به دستیاری مک‌گرگور به موفقیت‌های شگفت‌انگیزی رسید. آنان توانستند نتایج به دست آمده توسط الیسون انجین (شاخه‌ای از جنرال موتورز) را بهبود دهند. هزینهٔ مورد نیاز برای توسعهٔ پروژه برای ساخت مدلی که در اتومبیل قابل نصب باشد، آنان را بر آن داشت تا به ساخت و فروش محصولات دیگر روی آورند. دیویس و مک‌گرگور توانستند دو کارمند دیگر آزمایشگاه سی‌بی‌اس را نیز جذب کنند. نخستین تلاش، ساخت دستگاه تهویهٔ هوا با قطعات غیر متحرک بود. پس از آن که مونتگومری از سفری با دوچرخه به همراه پسرش بازگشت، به فکر ساخت پشت‌بند دوچرخه افتاد. آنان کیف لباس و سبدی برای دو مدل پشت‌بند طراحی کردند. در نمایشگاهی در نیویورک، کیف آن‌ها با استقبال خریداران روبرو شد. در کمتر از شش ماه، کنندیل به بزرگترین تولید کنندهٔ کیف سبک دوچرخه در جهان تبدیل شد. سپس از زیرساخت‌های خود برای توسعه محصول در زمینهٔ محصولات پیک‌نیک استفاده کردند. با توسعهٔ روشی برای جوشکاری قاب‌های آلومینیومی دوچرخه، کنندیل به تولید کنندهٔ دوچرخه تبدیل شد. اکنون کنندیل انواع زیادی از دوچرخه‌های گران‌قیمت تولید می‌کند. این دوچرخه‌ها با قاب آلومینیومی یا فیبر کربنی ساخته می‌شوند. نام شرکت از ایستگاه قطار کنندیل در ویلتون گرفته شده‌است.
در اواخر دههٔ ۱۹۹۰ کنندیل تلاش کرد وارد تجارت ورزش‌های موتوری شود و خط تولید موتورسیکلت آفرود و خودروی همه‌جارو را راه‌اندازی کرد. به گفتهٔ مدیر ارتباطات کنندیل، شرکت نتوانست هزینهٔ تولید محصول را با سرعت کافی پایین بیاورد. به این ترتیب، شرکت در سال ۲۰۰۳ ورشکسته شد و وادار به فروش شاخهٔ ورزش‌های موتوری شدند. در سال ۲۰۰۳ پگاسوس کپیتال ادوایزر شاخهٔ دوچرخه‌سازی کنندیل را خرید و در سال ۲۰۰۸ به صنایع دورل فروخته شد.